# Церква святого Дмитрія (Гішин)
Церква святого великомученика Димитрія Солунського — чинна дерев'яна парафіяльна церква (УПЦ МП) у селі Гішин Ковельського району Волинської області, збудований у 1567 році, пам'ятка архітектури національного значення (охоронний №132). Найбільш рання пам'ятка дерев'яної архітектури Волині. Перебудовувалася та ремонтувалася у 18 і 19 століттях.

## Історія

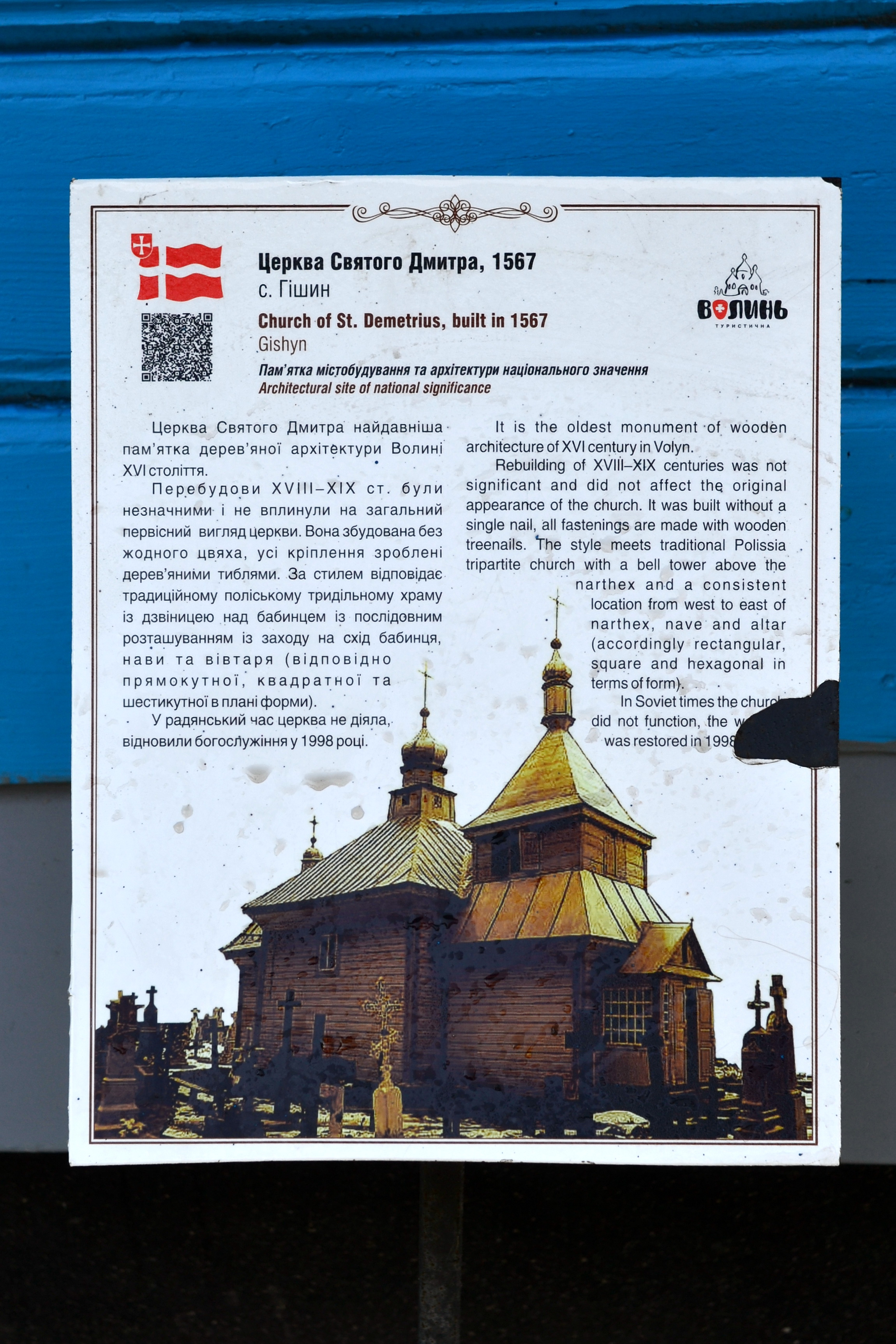

Дмитрівська церква у Гішині під Ковелем збудована у 1567 році, і є найстарішою пам'яткою поліської дерев'яної архітектури. 

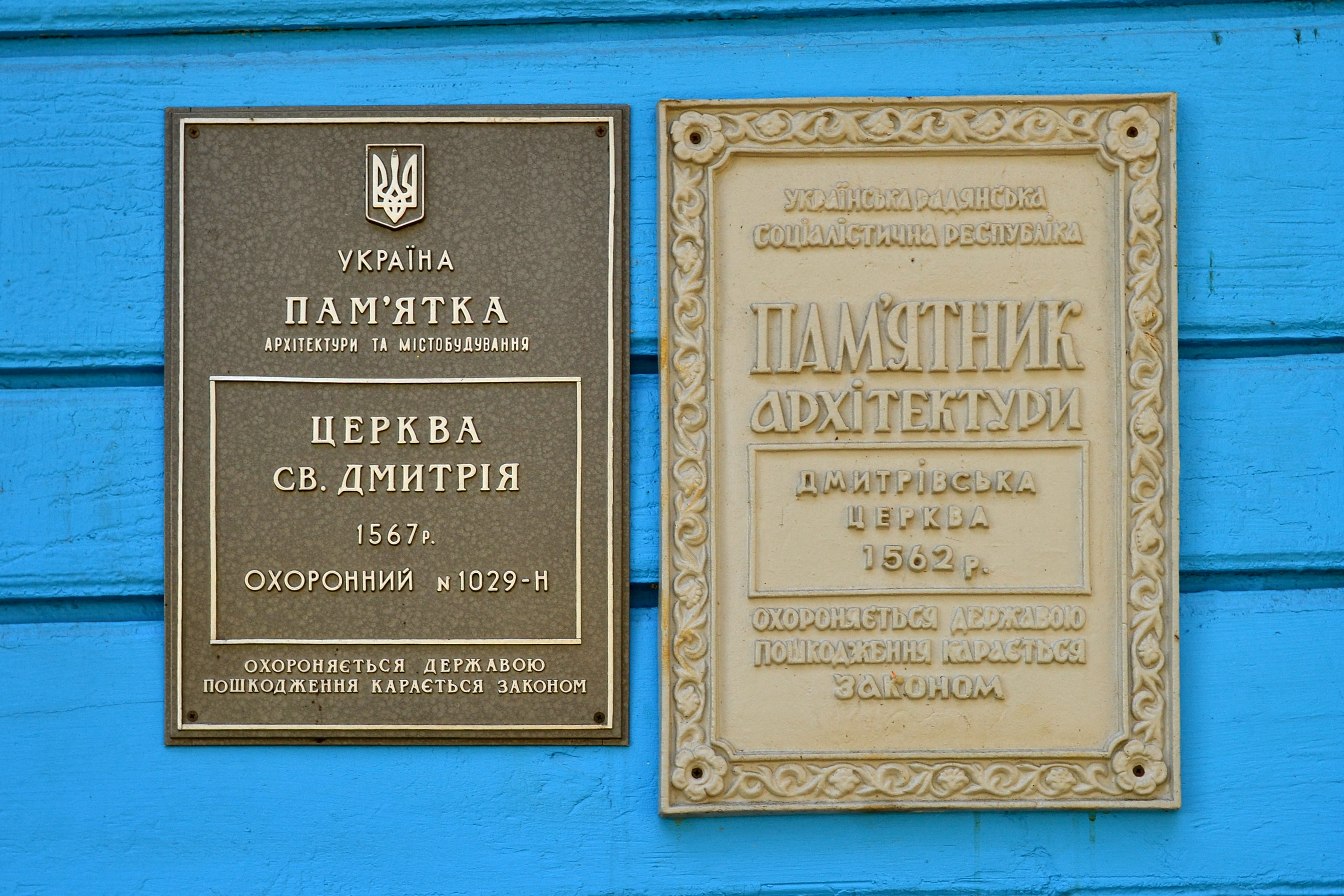

Церкву планується відреставрувати державним коштом у 2012 році  .

## Архітектура
Періодичні ремонти та навіть заміни окремих елементів церкви, позначились на чистоті її первісного архітектурного рішення. Зокрема, було розібрано всю горішню частину склепінчастого перекриття над вівтарем, а залишки первісно відкритого ззовні верху разом з водоточиною виявилися прихованими у масиві пізнішого каркасного даху. Не оминули перебудови і центрального верху пам'ятки, над світловим ліхтариком якого у другій половині XIX ст. було влаштовано додаткову декоративну маківку цибулястої форми. Очевидно, водночас з цим відбулася капітальна реконструкція каркасної дзвіниці над бабинцем, внаслідок чого її первісні тесані конструкції (насамперед, традиційна у таких випадках аркада-галерея) було змінено на пилені, а вся архітектура цього важливого елементу будівлі набула більш спрощеного і схематичного вигляду. 

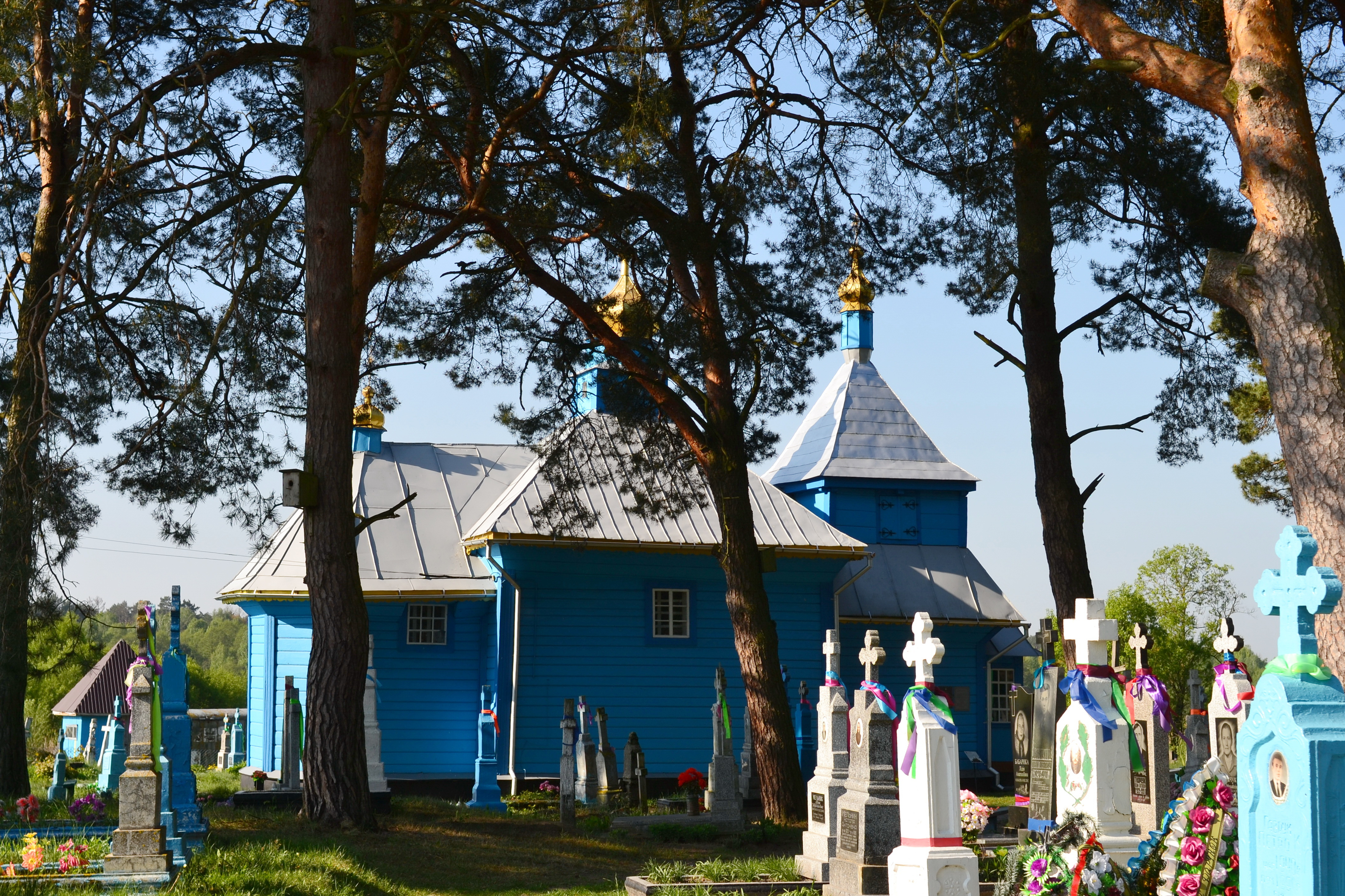

Незважаючи на пізніші нашарування, вони мали «косметичний», локальний характер, не порушуючи первісної об’ємно-просторової структури пам’ятки. Її композиційну основу складають три послідовно розташовані з заходу на схід зруби бабинця, нави та вівтаря (відповідно прямокутної, квадратної та шестикутної у плані форми), повторюючи, таким чином, традиційну схему поліської тридільної церкви. Традиційний характер мають також перекриття над центральним і східним зрубами, являючи собою у першому випадку класичний зразок архаїчного пірамідального верху чотиригранної форми з світловим четвериком у вінчанні, а в другому — простіший, однозаломний варіант рубленого верху. Єдиним принципово новим для найстаріших дерев'яних церков Полісся виступає одноярусна каркасна дзвіниця над бабинцем, проте її вплив на загальну структуру будівлі обмежується лише зовнішніми формами пам’ятки, ніяк не виявляючись в інтер’єрі Дмитрівської церкви. Більше того, всупереч асиметричній побудові зовнішніх форм споруди композиційною домінантою її внутрішнього простору є центральне приміщення церкви — нава, яке за своїми розмірами, висотою та характером освітлення помітно переважає низькі і напівтемні приміщення бабинця і вівтаря. Виділенню нави як композиційного центру інтер’єру сприяло також розташування тут майже всіх його пластичних акцентів та елементів декоративного оздоблення (складного фігурного вирізу у західній стіні, старовинних хорів, монументального іконостасу тощо), ще більше наближаючи організацію внутрішнього простору пам’ятки до традиційної схеми поліської тридільної церкви. 
Значення Дмитрівської церкви полягає не тільки у тому, що вона є найстарішим на Поліссі зразком культової будівлі з дзвіницею над бабинцем, але й у тому, що незважаючи на всі пізніші ремонти і реконструкції дзвіниця як визначальна ознака досліджуваної групи дерев'яних церков тут збереглася. Адже найголовніша проблема при виявленні подібних споруд на території регіону в тому і полягає, що дзвіниця над бабинцем, як і решта каркасних елементів церкви (опасання, фігурні кронштейни, крокви, стояки та розкоси даху тощо), підлягали періодичним ремонтам і навіть заміні значно частіше, ніж рублені конструкції цих будівель. У багатьох випадках дзвіниці не тільки перебудовувалися і частково міняли свою форму, як це сталося у гішинській церкві, але й розбиралися зовсім, істотно впливаючи на первісний вигляд будівлі. 
Висота центрального зрубу гішинської церкви 4,6 м, розміри приміщення у плані 6,6 х 6,2 м. Співвідношення висот центрального і східного зрубів дорівнює 5 : 4. 
Класичний зразок поліського дерев'яної церкви, з одним ярусом дзвіниці над бабинцем, та двома архаїчними пірамідальними верхами чотирисхилої форми над навою та вівтарем. Це дозволяє стверджувати, що у другій половині XVII ст. досліджуваний різновид культової будівлі на Поліссі ще побутував, хоча кількість подібних споруд на території регіону поступово зменшувалася. Якщо у XVI ст. тут було зафіксовано чотири таких будівлі (у Гішині, Качині, Суходолах та Нуйному), у XVII — дві (у Машеві та Судчому), то у XVIII — лише один, по суті останній зразок поліського дерев'яної церкви з дзвіницею над бабинцем (Покровська церква 1745 р. у Залізниці під Любешовим [19]). Зазначена тенденція дозволяє припустити, що формування і найбільше поширення досліджуваної групи будівель на території регіону відбувалося раніше XVI ст., тобто в той період розвитку поліської дерев’яної архітектури, який практично не представлений ані архітектурними пам’ятками, ані допоміжними історичними джерелами. На користь подібного припущення свідчить і те, що дзвіниця над бабинцем відома переважно у церквах найдавнішого на Поліссі архаїчного типу, в той час як у будівлях пізнішого за походженням волинського типу цей своєрідний композиційний прийом зафіксований лише в одному випадку (Преображенська церква у Нуйному).
У споруді значно виділено квадратний в плані об'єм центрального зрубу, урівноважений зі сходу і заходу рівними за шириною та висотою п'ятигранною апсидою і прямокутним в плані бабинцем. Останній не має вікон - характерна особливість ранніх дерев'яних церков. Відмітним є розкриття внутрішнього простору центрального зрубу. Його стіни переходять у високий чотиригранний пірамідальний зруб, що змінюється в завершенні маленьким призматичним четвериком-ліхтарем, зашитим плафоном і увінчаним зовні главкою-цибулиною (19 ст.). Це єдина з таким перекриттям пам'ятка на Волині, що представляє найбільш архаїчний тип української дерев'яної церкви. Під карнизом покрівлі збереглася унікальна в українській архітектурі конструкція стародавнього карниза - у вигляді напіварки-кронштейна. Східний зруб був перекритий зімкнутим зрубовим склепінням, від якого в даний час збереглася лише нижня частина, зашита стелею і прихована зовні під високим дахом, увінчаним главкою. Конструкція дзвіниці - всередині каркасна аркова з різьбленими кронштейнами, кріпиться тиблями. У 19 столітті вона була обшита і підвищена.
В інтер'єрі бабинець сполучається з основним об'ємом химерної фігурною аркою-вирізом, по боках якої збереглися фрагменти декоративного розпису (16 ст.).

## Святині

Одигітрія Гішинська

### Одигітрія Гішинська
Ікону Божої Матері «Одигітрія Гішинська» було явлено 13 лютого 1998 року у церкві святого великомученика Димитрія Солунського села Гішин. Образ, згідно з висновками спеціалістів, написаний у 16 столітті і належить до типу Богородичних ікон, іменованих «Одигітрія». Був іконостасним образом, потім тривалий час використовувалася як верхня частина Престолу, мабуть таким чином хотіли зберегти від наруги святиню благочестиві віруючи під час гонінь на Православну Церкву, коли в часи радянської влади сільську церкву було закрито. Вже чотири з половиною століття Божа Матір через свою ікону «Одигітрія Гашинська» захищає церкву, село та його мешканців від бід та скорбот. Чисельні факти свідчать, що кожен, хто з вірою молиться до Богородиці перед цією іконою, отримує просиме на спасіння душі і зцілення тіла.

### Ікона святого Юрія Змієборця
Ікона, написана наприкінці 17 століття, походить з Дмитрівської церкви села Гішин. Збергіється у фондах Музею Волинської ікони (відділ Волинського краєзнавчого музею). Інвентарний номер — ВКМ Ж-297. Розміри 125х94х2(8)см. 
Техніка і матеріали: дошка (2) соснова, шпуги (2) врізні наскрізні, левкас, темпера,гравіювання, сріблення, обрамлення подвійне накладне профільоване.
Збереження: кракелюри, тріщини, значні втрати фарбового шару і левкасу на тлі, в нижній частині ікони і обрамленні, відірвана нижня планка, частини внутрішнього валику і бонії обрамлення, потертості сріблення, дірки від тиблів.
Опис: в центрі композиції зображений Святий Юрій Змієборець, який возсідаючи на білому коні списом вбиває крилатого змія (майже не зберігся), у лівій руці тримає вуздечку. Постать Святого на коні повернута вліво, із злегка схиленою головою; фігура непропорційна, масивна верхня частина, короткі ноги. Зліва, на тлі темних аркоподібних врат замку з вохристими стінами, стоїть молода царівна, яка молитовно склала руки. Вище, на тлі вікна, зображені цар і царівна у горностаєвих мантіях і вінцях. Святий одягнений у голубу сорочку, коротку зелену туніку, срібну кірасу з хрестом, сині штани, на голові срібний шолом із червоно-зеленим пір’ям, за плечима червоний плащ, на ногах руді чоботи. Царівна одягнена у білу сорочку, червону спідницю, темний корсет і зелений фартух, голова увінчана вінцем. Драпірування одеж незначне, темними смугами по основних кольорах. Лик Святого вохристої карнації, округлий, молодий. Очі напівопущені, ніс прямий, вуста червоні, брови чіткі темні, легка підрум’яна; відтінені повіки, ніс, підборіддя. Німб круглий, гладкий, окреслений двома графіями, сріблений. Фігура білого коня масивна, у червоній вуздечці і з червоною попоною, передні ноги підняті у стрибку. Позем темно-зеленого кольору, злегка промальовані пагорби, вдалині білі вершини. У правому верхньому куті — зображення благословляючої Божої десниці (майже втрачене). Тло гравійоване стилізованим рослинним орнаментом, сріблене. Обрамлення подвійне, глибока зовнішня рама коричневого кольору, внутрішній валик і бонії посріблені, міжрамні смуги зеленого кольору з орнаментом.
У 2004 році була проведена реставрація ікони у ННДРЦУ (Київ), реставратор Волощук Г.Г.
За стилістикою та символікою образ стоїть доволі близько до ікони «Юрій Змієборець» з села Михнівка Камінь-Каширського району.